# Lithostege fuscata
Lithostege fuscata là một loài bướm đêm trong họ Geometridae.